# Velika nagrada Azerbajdžana 2018.
 Velika nagrada Azerbajdžana (Formula 1 2018 Azerbaijan Grand Prix) je bila četvrta utrka prvenstva Formule 1 2018. Trkači vikend vožen je od 27. travnja do 29. travnja na stazi Baku u Azerbajdžanu, a pobijedio je Lewis Hamilton u Mercedesu.

## Sudionici utrke
| #  | Vozač             | Momčad                           | Šasija            | Motor                             | Guma |
| -- | ----------------- | -------------------------------- | ----------------- | --------------------------------- | ---- |
| 2  | Stoffel Vandoorne | McLaren F1 Team                  | McLaren MCL33     | Renault R.E.18 V6 t h 1.6         | P    |
| 3  | Daniel Ricciardo  | Aston Martin Red Bull Racing     | Red Bull RB14     | TAG Heuer V6 t h 1.6              | P    |
| 5  | Sebastian Vettel  | Scuderia Ferrari                 | Ferrari SF71H     | Ferrari 062 EVO V6 t h 1.6        | P    |
| 7  | Kimi Räikkönen    | Scuderia Ferrari                 | Ferrari SF71H     | Ferrari 062 EVO V6 t h 1.6        | P    |
| 8  | Romain Grosjean   | Haas F1 Team                     | Haas VF-18        | Ferrari 062 EVO V6 t h 1.6        | P    |
| 9  | Marcus Ericsson   | Alfa Romeo Sauber F1 Team        | Sauber C37        | Ferrari 062 EVO V6 t h 1.6        | P    |
| 10 | Pierre Gasly      | Red Bull Toro Rosso Honda        | Toro Rosso STR13  | Honda RA618H V6 t h 1.6           | P    |
| 11 | Sergio Pérez      | Sahara Force India F1 Team       | Force India VJM11 | Mercedes M09 EQ Power+ V6 t h 1.6 | P    |
| 14 | Fernando Alonso   | McLaren F1 Team                  | McLaren MCL33     | Renault R.E.18 V6 t h 1.6         | P    |
| 16 | Charles Leclerc   | Alfa Romeo Sauber F1 Team        | Sauber C37        | Ferrari 062 EVO V6 t h 1.6        | P    |
| 18 | Lance Stroll      | Williams Martini Racing          | Williams FW41     | Mercedes M09 EQ Power+ V6 t h 1.6 | P    |
| 20 | Kevin Magnussen   | Haas F1 Team                     | Haas VF-18        | Ferrari 062 EVO V6 t h 1.6        | P    |
| 27 | Nico Hülkenberg   | Renault Sport Formula One Team   | Renault R.S.18    | Renault R.E.18 V6 t h 1.6         | P    |
| 28 | Brendon Hartley   | Red Bull Toro Rosso Honda        | Toro Rosso STR13  | Honda RA618H V6 t h 1.6           | P    |
| 31 | Esteban Ocon      | Sahara Force India F1 Team       | Force India VJM11 | Mercedes M09 EQ Power+ V6 t h 1.6 | P    |
| 33 | Max Verstappen    | Aston Martin Red Bull Racing     | Red Bull RB14     | TAG Heuer V6 t h 1.6              | P    |
| 35 | Sergej Sirotkin   | Williams Martini Racing          | Williams FW41     | Mercedes M09 EQ Power+ V6 t h 1.6 | P    |
| 44 | Lewis Hamilton    | Mercedes AMG Petronas Motorsport | Mercedes F1 W09   | Mercedes M09 EQ Power+ V6 t h 1.6 | P    |
| 55 | Carlos Sainz      | Renault Sport Formula One Team   | Renault R.S.18    | Renault R.E.18 V6 t h 1.6         | P    |
| 77 | Valtteri Bottas   | Mercedes AMG Petronas Motorsport | Mercedes F1 W09   | Mercedes M09 EQ Power+ V6 t h 1.6 | P    |

## Izvještaj
Pirelli je za ovu utrku odabrao soft, supersoft i ultrarsoft gume. Renault je na ovu utrku došao s nekoliko aerodinamičkih poboljšanja za svoj R.S.18. Među poboljšanjima su se našli i novo prednje krilo, te bočni usmjerivači zraka iza prednjih kotača. FIA je od ove utrke dozvolila momčadima montiranje retrovizora na halo zaštitu, uz uvjet da ih dovoljno dobro pričvrste, kako bi pronašli optimalan položaj za bolju vidljivost i manje negativan utjecaj na aerodinamiku. Ferrari je na ovu stazu donio novo prednje krilo s drukčijim dizajnom bočnih ploča koje su imale različitu konfiguraciju elemenata blizu prednjih kotača, dok je Red Bull donio posebnu inačicu stražnjega krila s vrlo ravnim donjim elementom za manji otpor zraka.

### Treninzi
Prvi slobodni trening
Valtteri Bottas je odradio 26 krugova uz najbolje vrijeme 1:44.242, manje od desetinke ispred Daniela Ricciarda i skoro punu sekundu ispred Lewisa Hamiltona. Max Verstappen je izgubio bolid na ulasku u zavoj i bočno se zabio u ogradu nakon čega više nije mogao pokrenuti bolid. Oba Ferrarijeva vozača su se žalila na stanje stražnjih guma ultrasoft, a nakon toga su Ferrraijevi mehaničari razmontirali bolid Kimija Räikkönena, nakon čega je stigla informacija da se radi na pogonskoj jedinici.
Drugi slobodni trening
Ricciardo je odvezao najbrže vrijeme drugog slobodnog treninga. Manje od desetinke sekunde zaostao je Räikkönen, dok je drugi Red Bullov bolid bio desetinku sporiji. Unutar sekunde bio je još jedino Fernando Alonso, koji je svoj McLaren MCL33 doveo do šestog mjesta. Programi za poslijepodnevne sate prvog dana trkaćeg vikenda uglavnom su bili uvježbavanje dugih stintova te traženje najpogodnijeg setupa za utrku. Samo minutu prije kraja trećeg slobodnog treninga Verstappen zapao je u probleme s bolidom te je vrlo sporo došao do boksa.
Treći slobodni trening
Na početku trećeg slobodnog treninga padala je lagana kiša, ali ona nije spriječila vozače da izađu na stazu na gumama za suho. Veći problem vozačima zadavao je jak vjetar. Nakon prvih krugova na najmekšim gumama najbrži su bili Sebastian Vettel i Räikkönen. Bottas je promašio kočenje u prvom zavoju, a Brendonu Hartleyju je to isto pošlo za rukom u 15. zavoju. Obojica su se vratili na stazu i nastavili s vožnjom. Akcija se na stazi nakon prvih vožnji malo smirila, a jedino su Renaultovi vozači nakon prvog dijela koristili supersoft gume. Vozači su se nakon pauze od desetak minuta vratili na stazu i krenuli u finalnu simulaciju kvalifikacija. Desetak minuta prije završetka treninga u zidu je završio Sergej Sirotkin. Rus je razbio bolid u trećem zavoju i time doveo u pitanje nastup na kvalifikacijama.

### Kvalifikacije
Prva kvalifikacijska runda - Q1
Na samom početku kvalifikacija Romain Grosjean je izletio u svom Haasu i odmah prijavio probleme s mjenjačem nakon čega su njegove kvalifikacije bile gotove. Žute zastave potrajale su nekoliko minuta i nakon toga su vozači morali hitno po brzi krug kako bi se osigurali za prolaz u drugu kvalifikacijsku rundu. Mercedesi su postavili vremena sporija od Red Bullova i Ferrarija, ali je Lewis Hamilton u drugom pokušaju bio značajno brži i popravio svoje vrijeme te se ugurao između dva Ferrarija. Pierre Gasly je za milimetar izbjegao nalet na Brendona Hartleya u punoj brzini. Hartley je imao problema s bolidom nakon što je udario u zid i sporo je vozio po stazi, a Gasly je refleksno uspio izbjeći veliki sudar. Nakon toga je Kevin Magnussen iz čista mira izgubio ogroman komad stražnjeg dijela bolida. Na kraju su ispali Stoffel Vandoorne, Marcus Ericsson, Gasly,  Hartley i Grosjean. 
Druga kvalifikacijska runda - Q2
U drugoj kvalifikacijskoj rundi najprije je Hamilton imao veliko blokiranje kotača i malo je nedostajalo da udari u barijere. Prvi je u krug otišao Valtteri Bottas na supersoft gumama. U prvom pokušaju Bottas je imao 1:42.679. Kimi Räikkönen je u svom pokušaju izletio van staze, a Max Verstappen je bio 2 desetinke sporiji od Bottasa. Sebastian Vettel je bio idući koji je prošao ciljem, a na kraju je zakasnio 3 desetinke. U drugom pokušaju je Hamilton odvezao dobar krug i na kraju je bio tri tisućinke brži od Bottasa. Dvije minute prije kraja svi su vozači izišli van na stazu i popravili svoja vremena. Räikkönen bio je bez vremena, a onda je na ultrasoft gumama odradio odlično vrijeme i popeo se na prvo mjesto, desetinku i pol ispred Hamiltona. Daniel Ricciardo je visio na 10. mjestu, ali ga nitko nije uspio preteći. Ispali su Williamsi Lancea Strolla i Sergeja Sirotkina, Fernando Alonso, Charles Leclerc i Magnussen.
Treća kvalifikacijska runda - Q3
U prvom pokušaju u posljednjoj kvalifikacijskoj rundi najprije je Verstappen postavio najbrže vrijeme, ali je onda to skinuo Bottas, za manje od desetinke. Hamilton je išao još brže, a onda je ciljem prošao Vettel – 3 desetinke ispred Hamiltona. Räikkönen je složio loš krug i završio tek na šestom mjestu. U drugom pokušaju Hamilton je popravio svoje vrijeme, ali tek za drugo mjesto. Räikkönen je u prva dva sektora imao uvjerljivo najbrža vremena, ali je onda jako zaplesao na stazi i izgubio je preko sekunde što ga je ostavilo tek na šestom mjestu. Ricciardo je bio brži od Verstappena u borbi za 4. poziciju, a Esteban Ocon je iza sebe ostavio Sergija Péreza. Nico Hülkenberg je četvrti put ove godine pobijedio Carlosa Sainza, i to za tri desetinke sekunde.

### Utrka
U prvom krugu utrke, u seriji kontakata i izguravanja se dogodio incident između Kimija Räikkönena i Estebana Ocona u trećem zavoju, a Force Indijin vozač je odustao iz utrke. U istom krugu Sergej Sirotkin se našao između Fernanda Alonsa i Nice Hülkenberga, nakon čega je Rus morao odustati. Na stazu je izašao sigurnosni automobil kako bi redari počistili sve krhotine na stazi, a u boks su otišli Räikkönen na promjenu guma, Alonso zbog štete na oba desna kotača i Sergio Pérez. Promjena na vrhu nije bilo, Sebastian Vettel ostao je ispred Mercedesovih vozača. 
U nastavku utrke Vettel je izgradio prednost od tri sekunde ispred Lewisa Hamiltona. Bitke su se vodile između Red Bullovih i Renaultovih vozača. Max Verstappen i Daniel Ricciardo su se borili za četvrtu poziciju, a onda su ih stisnuli Renaultovi vozači Carlos Sainz i Hülkenberg. Sainz je na stupanj mekšim gumama uspio prestići Red Bullove vozače nakon par pokušaja na startno-ciljnom pravcu, a uskoro se između dva RB14 bolida našao i Hülkenberg. U trenutku kada se vozio na šestom mjestu, Hülkenberg je izgubio stražnji kraj i udario u zid, te je to bio kraj utrke za Renaultovog vozača. 
Hamilton je krug prije ulaska u boks napravio pogrešku na kočenju za prvi zavoj te se zaostatak za Vettelom do kraja kruga popeo na osam sekundi. Britanac je odmah potom u 23. krugu otišao po mekane gume, a na stazu se vratio kao treći iza timskog kolege Valtterija Bottasa. Vodeći čovjek utrke je na promjenu guma otišao tek u 31. krugu te se na stazu također vratio na mekanoj mješavini. U 35. krugu je Ricciardo na startno-ciljnom pravcu prestigao svog momčadskog kolegu, a tri kruga kasnije prvi je otišao u boks po ultrasoft gume. Odmah u sljedećem krugu isto je učinio i Verstappen, te se na stazu vratio ispred Australca. U 40. krugu je Ricciardo još jednom na startno-ciljnoj ravnini napao Verstappena, kada je Australac pokušao prvo s vanjske, a zatim s unutarnje strane. Verstappen je tada počeo kočiti za prvi zavoj tako da se sudar jednostavno nije mogao izbjeći. Na stazu je odmah izašao sigurnosni automobil, a u tom trenutku vodeći Bottas je otišao u boks u kojem je prešao na ultrasoft te se na stazu vratio kao vodeći. U boks su po ultra mekane gume otišli i Vettel, Hamilton te Räikkönen.
Romain Grosjean je prilikom zagrijavanja guma iza sigurnosnog automobila na ravnom dijelu staze izgubio stražnji kraj svog Haasa i završio u zidu. Ostataka njegovog bolida bilo je mnogo te je sigurnosni automobil produljio svoj boravak na stazi. Pérez je u međuvremenu odradio kaznu od pet sekundi zbog pretjecanja prije prve linije sigurnosnog automobila za vrijeme njegovog prvog posjeta stazi, a nakon toga je uzeo novi set supersoft guma te se na stazu vratio kao peti, bez gubitka pozicije. Nakon što se sigurnosni automobil maknuo sa staze, Vettel je napao Bottasa na prvom mjestu. Nijemac je otišao veoma široko te je pao na četvrtu poziciju. Već u sljedećem krugu je Bottas, vodeći čovjek utrke, prešao preko metalne krhotine na startno-ciljnom pravcu te mu je pukla stražnja desna guma. Utrka je za Finca bila gotova, a vodstvo je preuzeo njegov momčadski kolega Hamilton, ispred Räikkönena i Vettela. Međutim, potonji je imao velikih problema s oštećenim gumama te ga je u sljedećem krugu na startno-ciljnoj ravnini prestigao Pérez. Meksikanac je uspio zadržati treću poziciju do kraja utrke, a Lance Stroll je osmim mjestom osvojio prve bodove za Williams ove sezone.

## Najbrža vremena treninga
| Trening    | Vozač            | Konstruktor        | Vrijeme  | Gume | Krugovi |
| ---------- | ---------------- | ------------------ | -------- | ---- | ------- |
| 1. trening | Valtteri Bottas  | Mercedes           | 1:44.242 | US   | 26      |
| 2. trening | Daniel Ricciardo | Red Bull-TAG Heuer | 1:42.795 | US   | 35      |
| 3. trening | Sebastian Vettel | Ferrari            | 1:43.091 | US   | 17      |

## Rezultati kvalifikacija
| Poz. | Br. | Vozač             | Konstruktor          | Kvalifikacijska vremena | Kvalifikacijska vremena | Kvalifikacijska vremena | Grid |
| Poz. | Br. | Vozač             | Konstruktor          | Q1                      | Q2                      | Q3                      | Grid |
| ---- | --- | ----------------- | -------------------- | ----------------------- | ----------------------- | ----------------------- | ---- |
| 1.   | 5   | Sebastian Vettel  | Ferrari              | 1:42.762                | 1:43.015                | 1:41.498                | 1.   |
| 2.   | 44  | Lewis Hamilton    | Mercedes             | 1:42.693                | 1:42.676                | 1:41.677                | 2.   |
| 3.   | 77  | Valtteri Bottas   | Mercedes             | 1:43.355                | 1:42.679                | 1:41.837                | 3.   |
| 4.   | 3   | Daniel Ricciardo  | Red Bull-TAG Heuer   | 1:42.857                | 1:43.482                | 1:41.911                | 4.   |
| 5.   | 33  | Max Verstappen    | Red Bull-TAG Heuer   | 1:42.642                | 1:42.901                | 1:41.994                | 5.   |
| 6.   | 7   | Kimi Räikkönen    | Ferrari              | 1:42.538                | 1:42.510                | 1:42.490                | 6.   |
| 7.   | 31  | Esteban Ocon      | Force India-Mercedes | 1:43.021                | 1:42.967                | 1:42.523                | 7.   |
| 8.   | 11  | Sergio Pérez      | Force India-Mercedes | 1:43.992                | 1:43.366                | 1:42.547                | 8.   |
| 9.   | 27  | Nico Hülkenberg   | Renault              | 1:43.746                | 1:43.232                | 1:43.066                | 14.1 |
| 10.  | 55  | Carlos Sainz      | Renault              | 1:43.426                | 1:43.464                | 1:43.351                | 9.   |
|      |     |                   |                      |                         |                         |                         |      |
| 11.  | 18  | Lance Stroll      | Williams-Mercedes    | 1:44.359                | 1:43.585                |                         | 10.  |
| 12.  | 35  | Sergej Sirotkin   | Williams-Mercedes    | 1:44.261                | 1:43.886                |                         | 11.  |
| 13.  | 14  | Fernando Alonso   | McLaren-Renault      | 1:44.010                | 1:44.019                |                         | 12.  |
| 14.  | 16  | Charles Leclerc   | Sauber-Ferrari       | 1:43.752                | 1:44.074                |                         | 13.  |
| 15.  | 20  | Kevin Magnussen   | Haas-Ferrari         | 1:43.674                | 1:44.759                |                         | 15.  |
|      |     |                   |                      |                         |                         |                         |      |
| 16.  | 2   | Stoffel Vandoorne | McLaren-Renault      | 1:44.489                |                         |                         | 16.  |
| 17.  | 10  | Pierre Gasly      | Toro Rosso-Honda     | 1:44.496                |                         |                         | 17.  |
| 18.  | 9   | Marcus Ericsson   | Sauber-Ferrari       | 1:45.541                |                         |                         | 18.  |
| 19.  | 28  | Brendon Hartley   | Toro Rosso-Honda     | 1:57.354                |                         |                         | 19.  |
| 20.  | 8   | Romain Grosjean   | Haas-Ferrari         | —                       |                         |                         | 20.  |

- ^1  – Nico Hülkenberg je dobio 5 mjesta kazne na gridu zbog promjene mjenjača.[11]

## Rezultati utrke
| Poz. | Br. | Vozač             | Konstruktor          | Krugovi | Vrijeme / Razlog odustajanja | Grid | Bodovi |
| ---- | --- | ----------------- | -------------------- | ------- | ---------------------------- | ---- | ------ |
| 1.   | 44  | Lewis Hamilton    | Mercedes             | 51      | 1:43:44.291                  | 2.   | 25     |
| 2.   | 7   | Kimi Räikkönen    | Ferrari              | 51      | +2.460                       | 6.   | 18     |
| 3.   | 11  | Sergio Pérez      | Force India-Mercedes | 51      | +4.024                       | 8.   | 15     |
| 4.   | 5   | Sebastian Vettel  | Ferrari              | 51      | +5.329                       | 1.   | 12     |
| 5.   | 55  | Carlos Sainz      | Renault              | 51      | +7.515                       | 9.   | 10     |
| 6.   | 16  | Charles Leclerc   | Sauber-Ferrari       | 51      | +9.158                       | 13.  | 8      |
| 7.   | 14  | Fernando Alonso   | McLaren-Renault      | 51      | +10.931                      | 12.  | 6      |
| 8.   | 18  | Lance Stroll      | Williams-Mercedes    | 51      | +12.546                      | 10.  | 4      |
| 9.   | 2   | Stoffel Vandoorne | McLaren-Renault      | 51      | +14.152                      | 16.  | 2      |
| 10.  | 28  | Brendon Hartley   | Toro Rosso-Honda     | 51      | +18.030                      | 19.  | 1      |
| 11.  | 9   | Marcus Ericsson   | Sauber-Ferrari       | 51      | +18.512                      | 18.  |        |
| 12.  | 10  | Pierre Gasly      | Toro Rosso-Honda     | 51      | +24.720                      | 17.  |        |
| 13.  | 20  | Kevin Magnussen   | Haas-Ferrari         | 51      | +40.663                      | 15.  |        |
| 14†. | 77  | Valtteri Bottas   | Mercedes             | 48      | Puknuće gume                 | 3.   |        |
| Odu. | 8   | Romain Grosjean   | Haas-Ferrari         | 42      | Incident                     | 20.  |        |
| Odu. | 3   | Daniel Ricciardo  | Red Bull-TAG Heuer   | 39      | Sudar                        | 4.   |        |
| Odu. | 33  | Max Verstappen    | Red Bull-TAG Heuer   | 39      | Sudar                        | 5.   |        |
| Odu. | 27  | Nico Hülkenberg   | Renault              | 10      | Incident                     | 14.  |        |
| Odu. | 31  | Esteban Ocon      | Force India-Mercedes | 1       | Sudar                        | 7.   |        |
| Odu. | 35  | Sergej Sirotkin   | Williams-Mercedes    | 1       | Sudar                        | 11.  |        |

| Najbrži krug utrke | Valtteri Bottas 1:45.149                                               |
| Vodstvo u utrci    | Sebastian Vettel (1-30) Valtteri Bottas (31-48) Lewis Hamilton (49-51) |

## Zanimljivosti

### Vozači
- 63. pobjeda za Lewisa Hamiltona.
- 94. postolje za Kimija Räikkönena.
- 8. postolje za Sergija Péreza.
- 52. najbolja startna pozicija za Sebastiana Vettela.
- Prvi bodovi za Charlesa Leclerca i Brendona Hartleya.

### Konstruktori
- 77. pobjeda za Mercedes.
- 216. najbolja startna pozicija za Ferrari.

## Poredak nakon 4 od 21 utrke
| Pozicija | Pozicija | Vozač             | Bodovi |
| -------- | -------- | ----------------- | ------ |
| 1.       | 1        | Lewis Hamilton    | 70     |
| 2.       | 1        | Sebastian Vettel  | 66     |
| 3.       | 2        | Kimi Räikkönen    | 48     |
| 4.       | 1        | Valtteri Bottas   | 40     |
| 5.       | 1        | Daniel Ricciardo  | 37     |
| 6.       | 6.       | Fernando Alonso   | 28     |
| 7.       | 7.       | Nico Hülkenberg   | 22     |
| 8.       | 8.       | Max Verstappen    | 18     |
| 9.       | 6        | Sergio Pérez      | 15     |
| 10.      | 2        | Carlos Sainz      | 13     |
| 11.      | 2        | Pierre Gasly      | 12     |
| 12.      | 2        | Kevin Magnussen   | 11     |
| 13.      | 3        | Charles Leclerc   | 8      |
| 14.      | 1        | Stoffel Vandoorne | 8      |
| 15.      | 3        | Lance Stroll      | 4      |
| 16.      | 3        | Marcus Ericsson   | 2      |
| 17.      | 3        | Esteban Ocon      | 1      |
| 18.      | 2        | Brendon Hartley   | 1      |

| Pozicija | Pozicija | Konstruktor          | Bodovi |
| -------- | -------- | -------------------- | ------ |
| 1.       | 1        | Ferrari              | 114    |
| 2.       | 1        | Mercedes             | 110    |
| 3.       | 3.       | Red Bull-TAG Heuer   | 55     |
| 4.       | 4.       | McLaren-Renault      | 36     |
| 5.       | 5.       | Renault              | 35     |
| 6.       | 3        | Force India-Mercedes | 16     |
| 7.       | 1        | Toro Rosso-Honda     | 13     |
| 8.       | 1        | Haas-Ferrari         | 11     |
| 9.       | 1        | Sauber-Ferrari       | 10     |
| 10.      | 10.      | Williams-Mercedes    | 4      |

| Prethodna utrka           | Formula 1 – sezona 2018. | Sljedeća utrka                  |
| ------------------------- | ------------------------ | ------------------------------- |
| Velika nagrada Kine 2018. | Formula 1 – sezona 2018. | Velika nagrada Španjolske 2018. |

## Vanjske poveznice
- 2018 Azerbaijan Grand Prix StatsF1